# Mike Mitchell
Michael Anthony Mitchell (Atlanta, Georgia, 1 de enero de 1956 - San Antonio, Texas, 9 de junio de 2011) fue un jugador de baloncesto estadounidense que disputó 10 temporadas en la NBA y otras once en diferentes clubes europeos. Con 2,00 metros de altura, jugaba en la posición de alero.

## Trayectoria deportiva

### Universidad
Jugó durante 4 temporadas con los Tigers de la Universidad de Auburn, en las que promedió 20,4 puntos y 9,6 rebotes por partido.

### Profesional

#### NBA
Fue elegido en el puesto quince de la primera ronda del 1978 por Cleveland Cavaliers, donde jugó tres temporadas y media, haciéndose rápidamente un hueco en el quinteto inicial. En sus dos últimas temporadas completas con los Cavs estuvo entre los 10 máximos anotadores de la liga, jugando el All-Star Game de 1981. Mediada la temporada 1981-82 fue traspasado a San Antonio Spurs, donde formó una pareja letal de anotadores junto a George Gervin. En la temporada 1984-85 fue el máximo anotador de los Spurs, siendo el único año que Gervin jugó en el conjunto tejano que no tuvo tal honor.
Permaneció en este equipo hasta 1988, cuando, con 32 años, decidió continuar su carrera profesional en Europa. En total promedió 19,8 puntos y 5,6 rebotes por partido.

#### Europa
En 1988 firmó por el Filodoro Brescia de la Serie A2 de la Liga Italiana, donde tras dos temporadas en la segunda división firmó con el Filodoro Napoli de la A1. Tras un breve paso por Israel, donde jugó en el Maccabi Tel-Aviv, regresó a Italia, firmando con el Pallacanestro Reggiana, donde jugó 8 temporadas más, para retirarse en 1999, con 43 años. Cabe destacar que a esa edad consiguió promediar 18,5 puntos y 5,6 rebotes por partido. En el total de su paso por la Liga Italiana promedió 28,1 puntos y 7,9 rebotes.

## Estadísticas de su carrera en la NBA

### Temporada regular
| Año      | Equipo      | PJ  | PT  | MPP  | %TC  | %3P  | %TL   | RPP | APP | ROB | TPP | PPP  |
| -------- | ----------- | --- | --- | ---- | ---- | ---- | ----- | --- | --- | --- | --- | ---- |
| 1978-79  | Cleveland   | 80  | –   | 19.7 | .513 | –    | .736  | 4.1 | .8  | .6  | .4  | 10.7 |
| 1979-80  | Cleveland   | 82  | –   | 34.2 | .523 | .000 | .787  | 7.2 | 1.1 | .9  | .9  | 22.2 |
| 1980-81  | Cleveland   | 82  | –   | 39.0 | .476 | .444 | .784  | 6.1 | 1.7 | .8  | .6  | 24.5 |
| 1981-82  | Cleveland   | 27  | 26  | 36.0 | .454 | .000 | .720  | 5.2 | 1.4 | 1.0 | .6  | 19.6 |
| 1981-82  | San Antonio | 57  | 57  | 36.7 | .539 | .000 | .733  | 7.9 | .8  | .6  | .5  | 21.0 |
| 1982-83  | San Antonio | 80  | 79  | 35.0 | .511 | .000 | .758  | 6.7 | 1.2 | .7  | .7  | 19.9 |
| 1983-84  | San Antonio | 79  | 79  | 36.1 | .488 | .429 | .779  | 7.2 | 1.2 | .8  | .9  | 23.3 |
| 1984-85  | San Antonio | 82  | 82  | 34.8 | .497 | .217 | .777  | 5.1 | 1.8 | .7  | .3  | 22.2 |
| 1985-86  | San Antonio | 82  | 82  | 36.2 | .473 | .000 | .809  | 5.0 | 2.3 | .7  | .3  | 23.4 |
| 1986-87  | San Antonio | 40  | 18  | 23.1 | .435 | .500 | .821  | 2.6 | 1.0 | .5  | .2  | 12.7 |
| 1987-88  | San Antonio | 68  | 20  | 22.1 | .482 | .250 | .825  | 2.9 | 1.0 | .5  | .2  | 13.5 |
| Total    | Total       | 759 | 443 | 32.3 | .493 | .216 | .779  | 5.6 | 1.3 | .7  | .5  | 19.8 |
| All-Star | All-Star    | 1   | 0   | 15.0 | .500 | –    | 1.000 | 4.0 | 2.0 | 1.0 | .0  | 14.0 |

### Playoffs
| Año   | Equipo      | PJ | PT | MPP  | %TC  | %3P  | %TL  | RPP | APP | ROB | TPP | PPP  |
| ----- | ----------- | -- | -- | ---- | ---- | ---- | ---- | --- | --- | --- | --- | ---- |
| 1982  | San Antonio | 9  | –  | 40.6 | .533 | –    | .754 | 8.1 | .8  | .6  | .1  | 24.8 |
| 1983  | San Antonio | 11 | –  | 38.4 | .510 | .500 | .758 | 9.5 | 1.1 | .6  | 1.7 | 20.9 |
| 1985  | San Antonio | 5  | 5  | 36.0 | .564 | .000 | .875 | 3.8 | 2.4 | .6  | .8  | 21.8 |
| 1986  | San Antonio | 3  | 3  | 35.7 | .404 | –    | .500 | 3.0 | 3.3 | 1.0 | 1.0 | 15.7 |
| 1988  | San Antonio | 3  | 3  | 24.7 | .351 | –    | .833 | 5.0 | 1.3 | .3  | .3  | 10.3 |
| 1990  | San Antonio | 4  | 0  | 3.8  | .375 | –    | –    | .8  | .5  | .0  | .0  | 1.5  |
| Total | Total       | 35 | 11 | 33.2 | .502 | .333 | .762 | 6.4 | 1.3 | .5  | .8  | 18.5 |

## Fallecimiento
El 9 de junio de 2011 falleció víctima de un cáncer, tras dos años de luchar contra la enfermedad.